# Sphondylium speciosum
Sphondylium speciosum är en flockblommig växtart som beskrevs av Franz Georg Hoffmann. Sphondylium speciosum ingår i släktet Sphondylium och familjen flockblommiga växter. Inga underarter finns listade i Catalogue of Life.